# Campionati del mondo di mezza maratona 1999
I Campionati del mondo di mezza maratona 1999 (8ª edizione) si sono svolti il 3 ottobre a Palermo, in Italia. Vi hanno preso parte 193 atleti (di cui 120 uomini e 73 donne) in rappresentanza di 48 nazioni.

## Gara maschile

### Individuale
| Posizione | Atleta              | Nazionalità | Tempo    |
| --------- | ------------------- | ----------- | -------- |
| Oro       | Paul Tergat         | Kenya       | 1h01'50" |
| Argento   | Hendrick Ramaala    | Sudafrica   | 1h01'50" |
| Bronzo    | Tesfaye Jifar       | Etiopia     | 1h01'51" |
| 4º        | Abdellah Béhar      | Francia     | 1h01'53" |
| 5º        | Eduardo Henriques   | Portogallo  | 1h01'53" |
| 6º        | Abner Chipu         | Sudafrica   | 1h01'54" |
| 7º        | Laban Chege         | Kenya       | 1h01'54" |
| 8º        | Tesfaye Tola        | Etiopia     | 1h01'56" |
| 9º        | Fekadu Degefu       | Etiopia     | 1h02'16" |
| 10º       | Mluleki Nobanda     | Sudafrica   | 1h02'17" |
| 11º       | Sammy Korir         | Kenya       | 1h02'19" |
| 12º       | Gert Thys           | Sudafrica   | 1h02'24" |
| 13º       | Kamiel Maase        | Paesi Bassi | 1h02'33" |
| 14º       | Toshiyuki Hayata    | Giappone    | 1h02'35" |
| 15º       | Phaustin Baha Sulle | Tanzania    | 1h02'41" |

### A squadre
| Posizione | Squadra    | Atleti                                        | Tempo    |
| --------- | ---------- | --------------------------------------------- | -------- |
| Oro       | Sudafrica  | Hendrick Ramaala Abner Chipu Mluleki Nobanda  | 3h06'01" |
| Argento   | Etiopia    | Tesfaye Jifar Tesfaye Tola Fekadu Degefu      | 3h06'03" |
| Bronzo    | Kenya      | Paul Tergat Laban Chege Sammy Korir           | 3h06'03" |
| 4º        | Francia    | Abdellah Béhar Larbi Zeroual Mohamed Serbouti | 3h08'39" |
| 5º        | Portogallo | Eduardo Henriques Alberto Chaíça José Ramos   | 3h08'50" |

## Gara femminile

### Individuale
| Posizione | Atleta              | Nazionalità | Tempo    |
| --------- | ------------------- | ----------- | -------- |
| Oro       | Tegla Loroupe       | Kenya       | 1h08'48" |
| Argento   | Mizuki Noguchi      | Giappone    | 1h09'12" |
| Bronzo    | Catherine Ndereba   | Kenya       | 1h09'23" |
| 4ª        | Joyce Chepchumba    | Kenya       | 1h09'29" |
| 5ª        | Reiko Tosa          | Giappone    | 1h09'36" |
| 6ª        | Valentina Egorova   | Russia      | 1h09'59" |
| 7ª        | Elana Meyer         | Sudafrica   | 1h10'20" |
| 8ª        | Luminiţa Talpoş     | Romania     | 1h10'33" |
| 9ª        | Lyudmila Biktasheva | Russia      | 1h10'35" |
| 10ª       | Alina Ivanova       | Russia      | 1h11'15" |
| 11ª       | Hiromi Katayama     | Giappone    | 1h11'18" |
| 12ª       | Constantina Diță    | Romania     | 1h11'22" |
| 13ª       | Margaret Okayo      | Kenya       | 1h11'29" |
| 14ª       | Derartu Tulu        | Etiopia     | 1h11'33" |
| 15ª       | Ana Isabel Alonso   | Spagna      | 1h11'38" |

### A squadre
| Posizione | Squadra  | Atleti                                              | Tempo    |
| --------- | -------- | --------------------------------------------------- | -------- |
| Oro       | Kenya    | Tegla Loroupe Catherine Ndereba Joyce Chepchumba    | 3h27'40" |
| Argento   | Giappone | Mizuki Noguchi Reiko Tosa Hiromi Katayama           | 3h30'06" |
| Bronzo    | Russia   | Valentina Egorova Lyudmila Biktasheva Alina Ivanova | 3h31'49" |
| 4ª        | Romania  | Luminiţa Talpoş Constantina Diță Cristina Pomacu    | 3h33'40" |
| 5ª        | Italia   | Agata Balsamo Rosaria Console Florinda Andreucci    | 3h38'17" |

## Medagliere
| Posizione | Paese     | Oro | Argento | Bronzo | Totale |
| --------- | --------- | --- | ------- | ------ | ------ |
| 1         | Kenya     | 3   | 0       | 2      | 5      |
| 2         | Sudafrica | 1   | 1       | 0      | 2      |
| 3         | Giappone  | 0   | 2       | 0      | 2      |
| 4         | Etiopia   | 0   | 1       | 1      | 2      |
| 5         | Russia    | 0   | 0       | 1      | 1      |
| Totale    | Totale    | 4   | 4       | 4      | 12     |